# Alex Muralha
Alex Muralha (Três Corações, Brasil, 10 de noviembre de 1989) es un futbolista brasileño. Juega de guardameta y su equipo actual es el Mirassol de la Campeonato Brasileño de Serie B, a préstamo desde el Coritiba.

## Clubes
| Club                       | País   | Año         |
| -------------------------- | ------ | ----------- |
| Serrano                    | Brasil | 2008        |
| Olé Brasil                 | Brasil | 2009 - 2010 |
| Votoraty (préstamo)        | Brasil | 2010        |
| Comercial                  | Brasil | 2011 - 2013 |
| Oeste (préstamo)           | Brasil | 2012        |
| Cuiabá (préstamo)          | Brasil | 2013        |
| Shonan Bellmare (préstamo) | Japón  | 2013        |
| Mirassol                   | Brasil | 2014        |
| Figueirense                | Brasil | 2014 - 2015 |
| Flamengo                   | Brasil | 2016 - 2017 |
| Albirex Niigata (préstamo) | Japón  | 2018        |
| Coritiba (préstamo)        | Brasil | 2019 - 2020 |
| Flamengo                   | Brasil | 2020 - 2021 |
| Coritiba                   | Brasil | 2021        |
| Mirassol                   | Brasil | 2021        |
| Coritiba                   | Brasil | 2021 - 2023 |
| Mirassol (préstamo)        | Brasil | 2023 -      |